# گیورگیس سوم
گوارگیس سوم (به انگلیسی: Gewargis III) به عنوان یکصد و بیست و یکمین کاتولیکوس-پاتریارک کلیسای آشوری شرق خدمت کرد. در ۱۸ سپتامبر ۲۰۱۵، شورای مقدس کلیسای آشوری شرق، مار گوارگیس اسلیوا را به عنوان جانشین مار دینخای چهارم که درگذشته بود، به عنوان رئیس کلیسا انتخاب کرد. در ۲۷ سپتامبر ۲۰۱۵، وی رسماً به عنوان کاتولیکوس-پاتریارک شروع به کار کرد.